# Jermerstein

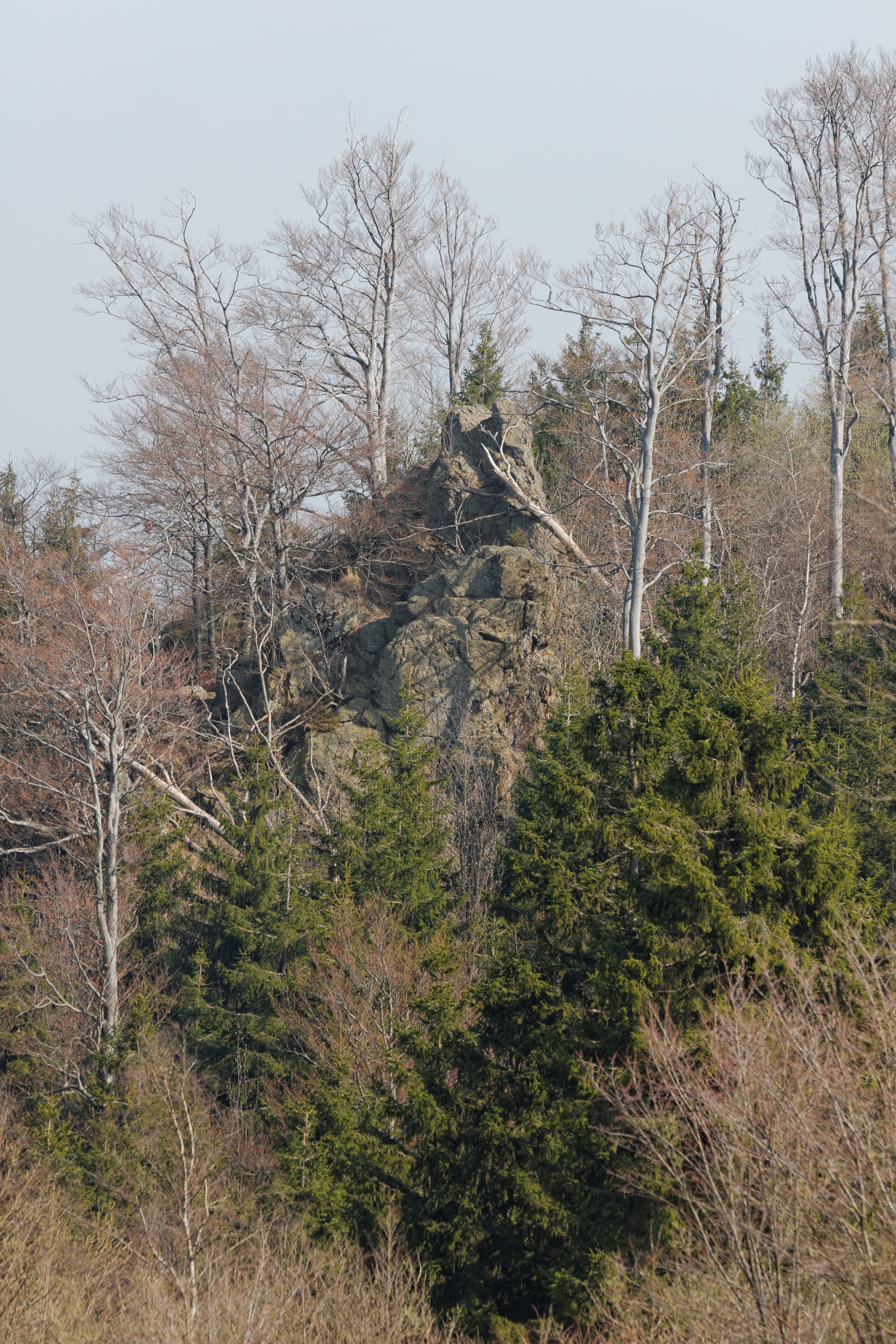
Blick auf den Jermerstein von der B 4

Der Jermerstein (auch die Jermersteinklippen) ist eine 703 m hoch gelegene und 300 m lange Felsformation nördlich von Braunlage im Landkreis Goslar (Niedersachsen).
Er befindet sich zwischen Königskrug und Braunlage nahe der Abfahrt Braunlage-Nord der Bundesstraße 4. Die Jermersteinklippen bestehen aus Hornfels. Vom Steinweg ist das Naturschutzgebiet über einen Pfad, der zu einem Aussichtspunkt führt, zugänglich. Außerdem gibt es zwei Rundwege, die jeweils etwas länger als 1 km sind.
Die Namensherkunft ist nicht eindeutig geklärt. Nach einer Sage soll ein Räuber namens Germis in den Klippen eine Höhle gehabt haben, wo er seine Schätze lagerte.
Koordinaten: 51° 44′ 20″ N, 10° 35′ 36″ O